# Michel Cartier (prospectiviste)
Pour les articles homonymes, voir Cartier et Michel Cartier.
Michel Cartier, né le 10 décembre 1932 et mort le 26 septembre 2023, est un intellectuel québécois, ancien professeur au département de communications de l'Université du Québec à Montréal, qui s'est rapidement positionné, dès le tournant des années 1980, comme un précurseur du numérique et de l'étude de ses implications sur la société actuelle.

## Biographie
Michel Cartier commence sa carrière dans les années 1950 comme imprimeur. Son travail lui permet de rencontrer plusieurs intellectuels et artistes qui participeront de la Révolution tranquille des années 1960. Il travaillera à cette époque avec différents syndicats pour documenter visuellement les conditions de travail et la vie des travailleurs, une implication sociale qui le mène à se porter candidat aux élections municipales de 1970 pour le Front d'action populaire (FRAP).
C'est également au cours des années 1950 qu'il se distingue pour son talent de danseur traditionnel et fonde l’Ensemble national des Feux-follets,. Invité comme juge au Festival de l’Union internationale de la Jeunesse à Moscou, il sera l'un des premiers occidentaux à traverser le Rideau de Fer et ira ensuite visiter la Roumanie, la Bulgarie et d'autres pays de la région et y apprendre leurs danses traditionnelles. De retour au Québec, il continue de diriger, avec sa femme Marie, la troupe des Feux-follets jusqu'en 1967, puis chorégraphiera les cérémonies de Terre des Hommes en 1967 et des Jeux olympiques de 1976 à Montréal.
Au cours des années 1970, il travaille à la télévision comme chorégraphe et réalisateur. Diplômé de l’Institut des arts graphiques de Montréal et professeur au département des communications de l’UQAM de 1975 à 1997, il a enseigné la télévision et le multimédia. Durant les années 1980, il est un pionnier de la micro-informatique, vice-président de la fondation Éducation Apple et directeur du laboratoire de télématique à l’UQAM,. 
En 1990, il fonde le RVTI (Réseau de veille sur les technologies d’information), qui est devenu depuis le réseau ConstellationW. Il est également consultant auprès de diverses institutions et gouvernements dans différents pays, autant en Europe qu’en Amérique, dans le domaine des nouvelles technologies de l'information et de la communication et de leurs impacts sur la langue et la culture,.
Il a participé à l’implantation des réseaux Platon, Télidon et Internet et a exploré la formation à distance, le e-gouvernement, l’édition électronique et la création de nouvelles écritures médiatiques. Il a également travaillé à la mise sur pied du clavier canadien multilingue standard et milité, au cours des années 2000, pour la mise en place du domaine .quebec sur Internet.

## Travaux
Depuis la fin des années 2000, Michel Cartier s'attache à définir les contours de la société de l'information qui se profile au XXIe siècle. Ses travaux, qui sont accessibles en ligne sur son site web, tournent autour de 9 axes: l'information, le numérique, l'Internet, la communication, la culture de l'image-écran, la société de la connaissance, le citoyen, la ville intelligente et un (nouveau) modèle de société.

## Prix
- Médaille de l’Assemblée nationale du Gouvernement du Québec
- Prix Louis-Philippe-Beaudoin (Institut des arts graphiques)
- Médaille du Commonwealth (Jeux du Commonwealth)
- Médaille du Gouvernement mexicain (chorégraphies – Jeux olympiques de Montréal 1976)
- Médaille de la Francophonie – ACCT (Sommet de Niamey)
- Prix Boomerang-Hommage (Industrie québécoise du multimédia)
- Prix hommage de l’industrie numérique du Québec (Webcom)